# Kazimierz Domeradzki

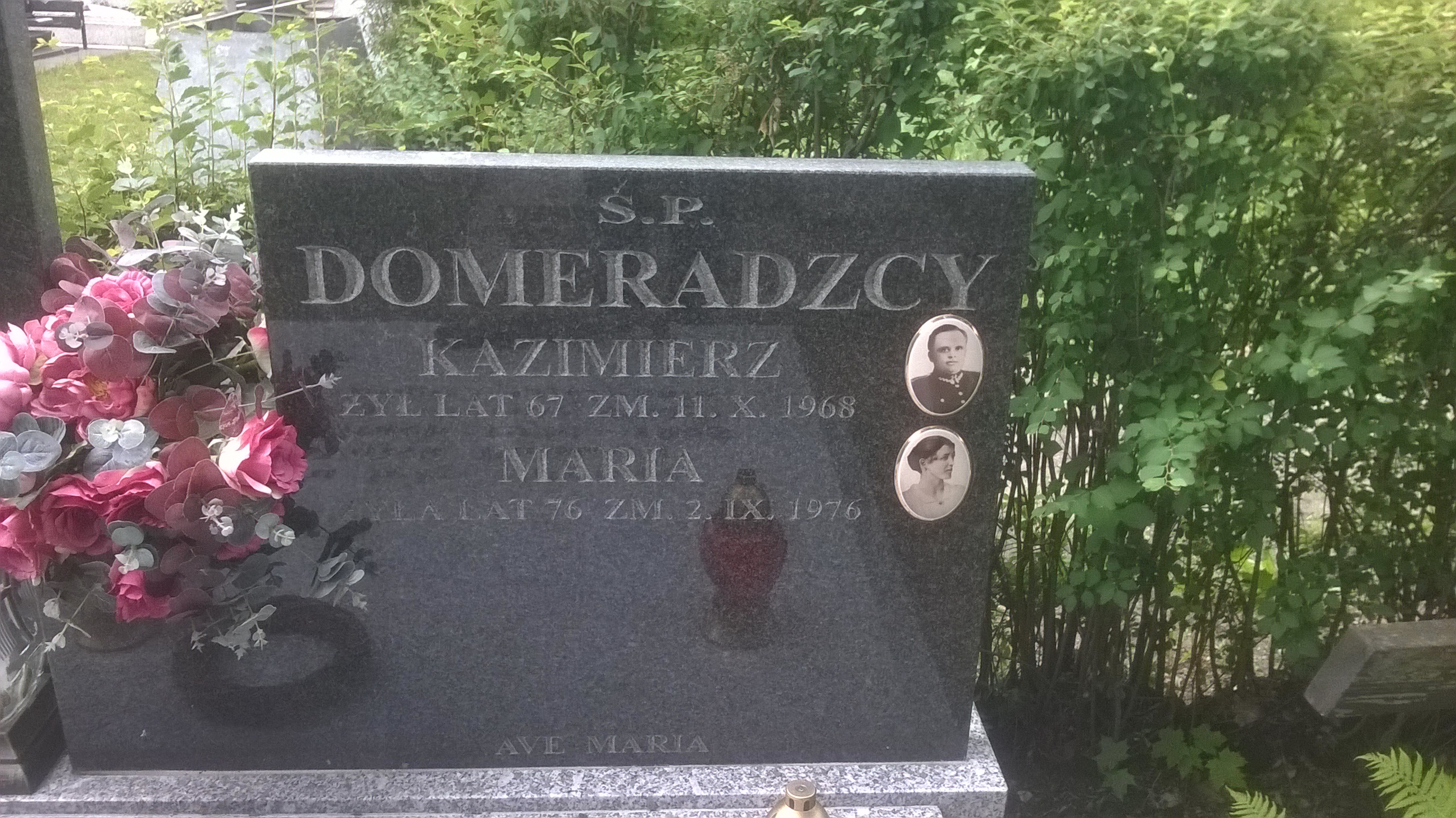
Grób Kazimierza Domeradzkiego na Cmentarzu Komunalnym we Włocławku

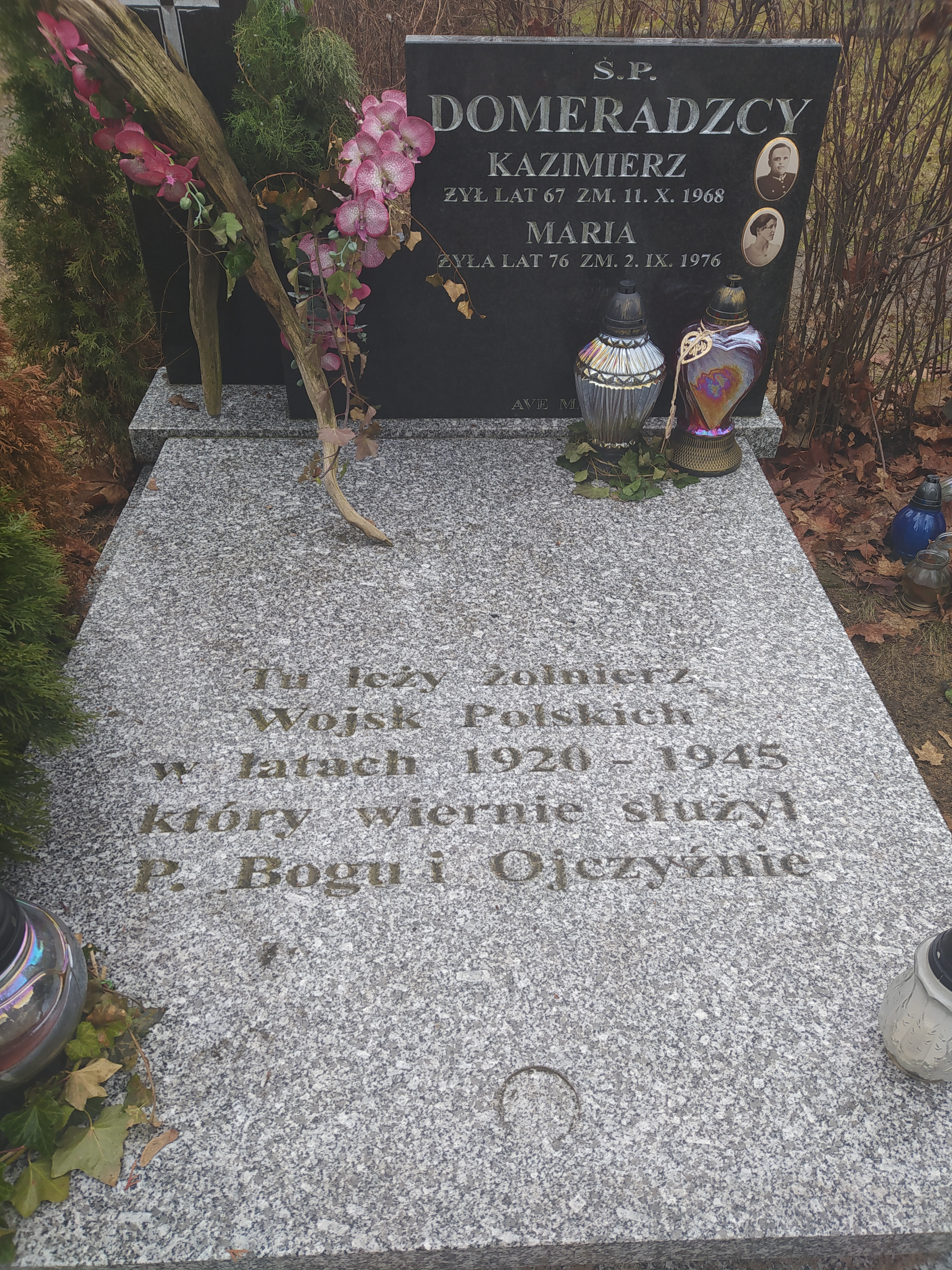
Inskrypcja na grobie Kazimierza Domeradzkiego

Kazimierz Domeradzki (ur. 9 września?/22 września 1902 w m. Kamieńskie, zm. 11 października 1968 we Włocławku) – starszy sierżant piechoty Wojska Polskiego, członek ruchu oporu w okresie okupacji niemieckiej, porucznik czasu wojny Armii Krajowej, zastępca komendanta Obwodu Włocławek AK.

## Życiorys
Urodził się w mieście Kamieńskie (w guberni jekaterynosławskiej) jako syn Wiktora (ślusarza – specjalisty od obsługi kotłów parowych) i Walerii z Łukowskich (krawcowej), w rodzinie pochodzącej ze zubożałej szlachty herbu Jastrzębiec (wywodzącej się z płockiego i ziemi dobrzyńskiej). Dziadek Szymon za udział w powstaniu styczniowym został zesłany na Sybir, a władze carskie skonfiskowały mu majątek.
Do Królestwa Polskiego rodzina powróciła w 1910 roku, a ojciec podjął pracę we włocławskiej Fabryce Celulozy. Kazimierz w roku 1917 ukończył szkołę powszechną, a następnie uczył się w Gimnazjum Realnym. Z powodów ekonomicznych przerwał naukę i rozpoczął pracę w sklepie, a potem w fabryce, gdzie po okresie praktyki został zatrudniony jako maszynista parowy.
Brał udział jako ochotnik w wojnie polsko-bolszewickiej, a następnie odbył służbę zasadniczą w 14 pułku piechoty, po czym pozostał w służbie zawodowej w tymże pułku. Uzupełnił wykształcenie kończąc sześć klas gimnazjum („mała matura”). W toku służby awansował do stopnia sierżanta, a następnie starszego sierżanta. Był wyróżniany za wprowadzanie różnych usprawnień (artykuł o nim zamieszczono w czasopiśmie „Wiarus”) . Na dzień 16 września 1930 r. pełnił funkcję instruktora w kompanii szkolnej i strzeleckiej 14 pp. W październiku tego roku został operatorem w kinie żołnierskim włocławskiego pułku. W kolejnych latach piastował, między innymi, stanowisko szefa 3 kompanii strzeleckiej. W roku 1938 uczestniczył w operacji zajmowania Zaolzia (pod dowództwem gen. Władysława Bortnowskiego) .
Wraz z I batalionem 14 pp wyruszył w sierpniu 1939 r. w okolice Jabłonowa celem ufortyfikowania terenu. Uczestniczył w kampanii wrześniowej jako podoficer 1 kompanii I batalionu 14 pułku piechoty. Podczas odwrotu z korytarza pomorskiego spotkał się we Włocławku z rodziną. Walczył na szlaku od granicy z Prusami Wschodnimi aż do bitwy nad Bzurą. Ranny pod Mełnem i pod Sochaczewem (w nogi). Do niewoli niemieckiej dostał się około 19 września 1939 r. Pod koniec października 1939 r. zwolniony z obozu we Frankfurcie nad Menem, powrócił do Włocławka. Podjął pracę w fabryce Bohma jako tragarz zajmujący się rozładowywaniem wagonów .

## Działalność konspiracyjna
Od razu po powrocie z niewoli nawiązał kontakty z podoficerami 14 pułku piechoty: chor. Janem Zarębskim, sierż. Antonim Jakubasem i sierż. Józefem Gulinem oraz zaangażował się w działalność konspiracyjną. Już od przełomu października i listopada 1939 r. działał w pionie wojskowym organizacji „Grunwald” (pod pseudonimami „Sztywny” i „Zbik”), piastując w niej funkcję zastępcy komendanta włocławskiego rejonu tej organizacji (prawdopodobnie już przed wojną Kazimierz Domeradzki włączony był w przygotowania do prowadzenia działalności dywersyjnej w ramach Tajnej Organizacji Konspiracyjnej „Grunwald”). Po rozłamie w „Grunwaldzie” odszedł z tej organizacji i został w połowie 1940 roku żołnierzem Bojowej Organizacji Ludowej, zajmując stanowisko zastępcy komendanta włocławskiego rejonu BOL. Jako żołnierz tej organizacji prowadził szkolenia wojskowe, w tym z zakresu sabotażu i dywersji. Organizował również punkty kontaktowe i system łączności na terenie Włocławka. Jednocześnie do połowy 1943 roku Kazimierz Domeradzki pełnił funkcję zastępcy komendanta włocławskiego rejonu Polskiej Armii Powstania. Mianowany przez dowódcę PAP Edwarda Słowikowskiego (ps. "Biały Grot") do rangi majora, nominacji tej nie przyjął. W połowie 1943 r. wraz z grupą chor. Jana Zarębskiego opuścił struktury Polskiej Armii Powstania. Po scaleniu Bojowej Organizacji Ludowej z Armią Krajową, w połowie czerwca 1943 r. został awansowany (na wniosek mjr. Floriana Sokołowskiego ps. „Wandalin”) do stopnia porucznika czasu wojny i powołany w skład komendy Obwodu Włocławek AK (równocześnie zajmował stanowiska zastępcy komendanta Inspektoratu Rejonowego AK Włocławek oraz zastępcy komendanta Obwodu AK Włocławek). Od sierpnia 1943 r. odpowiadał za szkolenie wojskowe w sztabie komendy Inspektoratu Rejonowego Włocławek AK. Szkolił również harcerzy z włocławskiego hufca Szarych Szeregów oraz organizował służby kwatermistrzowskie Obwodu Włocławek AK. Podczas fali aresztowań przez Gestapo, która nastąpiła w czerwcu 1944 r., uniknął schwytania i ukrywał się (w tym w specjalnej skrytce urządzonej w swoim mieszkaniu przy ulicy Ceglanej 16 we Włocławku). Nie uczestniczył już jednak w pracach konspiracyjnych na terenie Obwodu Włocławek AK. We wrześniu 1944 roku przerzucono go na teren powiatu lipnowskiego, gdzie dołączył do działających tam oddziałów Armii Krajowej. Pod koniec 1944 r. wstąpił w szeregi Narodowego Zjednoczenia Wojskowego .

## Okres powojenny
Po wyzwoleniu Włocławka w styczniu 1945 r. powrócił do tego miasta i zamieszkał z rodziną przy ulicy Szkolnej 8. Od 23 stycznia 1945 r. znalazł zatrudnienie w Zarządzie Miasta jako zastępca kierownika Wydziału Aprowizacji i Handlu. Pracował tam do II połowy tegoż roku (formalnie do dnia 26 marca 1946 r.), po czym oskarżony o defraudację cukru został oczyszczony z zarzutów. Następnie zatrudniony jako zaopatrzeniowiec w „Społem”. Na krótko zatrzymany w kwietniu 1947 r. za nieujawnienie swej działalności konspiracyjnej. Podjął pracę w Łodzi jako pracownik kolejowy i pracował do października 1948 r., kiedy to aresztowano go za działalność w NZW (aresztowano wówczas również jego żonę i córkę Wiesławę, które po krótkim śledztwie zostały zwolnione). Dwa lata przebywał w areszcie i po pokazowym procesie w Rypinie (we wrześniu 1950 roku) został skazany na dwa lata więzienia i pozbawienia praw obywatelskich. Po odsiedzeniu wyroku zatrudnił się w Koninie (przy hodowli zwierząt), ale zwolniono go po sprawdzeniu dokumentów. W 1954 r. zatrudniony został w PGR Ostaszewo (powiat Toruń), gdzie pracował do 1957 roku. Ponownie aresztowany za „sprzedaż ziemniaków kwalifikowanych pracownikom” i skazany na dwa lata więzienia. Potem (od 1960 roku) pracował we włocławskiej fabryce Farb i Lakierów „Nobiles”. Zmarł 11 października 1968 r. po ciężkiej chorobie (amputacja nogi i zawał serca). Spoczął na włocławskim cmentarzu komunalnym razem z żoną Marią. Przez rząd londyński odznaczony został Krzyżem Armii Krajowej i Złotym Krzyżem Zasługi .

## Rodzina
Kazimierz Domeradzki miał brata Henryka (urodzonego w Rosji w 1904 r.) i trzy siostry urodzone we Włocławku: Felicję, Filomenę i Halinę. W dniu 26 grudnia 1928 roku zawarł, we włocławskiej parafii wojskowej pw. Św. Michała, religijne małżeństwo z Marią Wawrzonkowską, córką Szczepana i Wiktorii z domu Przybysz (ur. 17 stycznia 1900 r. we Włocławku, zm. 2 września 1976 r. tamże). Jeszcze przed ślubem z ich związku narodziły się we Włocławku trzy córki: Wiesława Maria (ur. 17 stycznia 1924 r.), Honorata (ur. 18 stycznia 1926 r.) i Danuta (ur. 26 czerwca 1928 r.). Po zawarciu sakramentu małżeństwa na świat przyszły we Włocławku dzieci: Bogusława Róża (ur. 7 września 1932 r.), Waldemar Karol (ur. 4 grudnia 1934 r., zm. 2 lipca 1964 r.), Jerzy (ur. 5 września 1939 r.) i Włodzimierz Kazimierz (ur. 24 kwietnia 1943 r.) . Ósmym dzieckiem Kazimierza i Marii Domeradzkich był Leszek Czesław, zmarły 17 października 1930 r. w pierwszym miesiącu życia.

## Ordery i odznaczenia
- Złoty Krzyż Zasługi[14]
- Krzyż Armii Krajowej[14]